# Leidrad z Lyonu
Leidrad z Lyonu (ur. 7?? – zm. 8??) – duchowny, biskup Lyonu od 797 lub 799 roku do 813 roku.
Był zaufanym człowiekiem Karola Wielkiego, do którego dworu dołączył w 782 roku. Karol mianował go biskupem Lyonu (za czasów Leidrada Lyon został podniesiony do rangi arcybiskupstwa), a także wykorzystywał w misjach dyplomatycznych. Leidrad był jednym ze świadków testamentu Karola w 811 roku, a wcześniej, na jego życzenie, udzielał mu wyjaśnień dotyczących natury chrztu.
Jako biskup Lyonu odbudowywał kościoły i klasztory, zaniedbane za czasów jego poprzedników, w Lyonie i okolicach; w swoim raporcie do cesarza szczególnie podkreślał rolę klasztorów, w których mnisi i mniszki odbywały regularne nabożeństwa (nie wspominał natomiast o kościołach parafialnych, służących lokalnym wspólnotom). Dbał też o prawidłowy sposób sprawowania tychże nabożeństw; by zapewnić właściwą oprawę rytualną, założył szkoły lektorów i kantorów.